# イレネウシュ・イェレン
イレネウシュ・イェレン（Ireneusz Jeleń 、1981年4月9日 - ）は、ポーランド・チェシン出身の元同国代表サッカー選手。現役時代のポジションはフォワード。

## 経歴
2000年、地元のクラブ、ピャスト・チェシンでデビュー。2002年にトップリーグのヴィスワ・プウォツクへ移籍し、エースストライカーとして定着。2004-05シーズンでは、12得点を挙げ、クラブ史上最高の4位の立役者となった。翌2005-06シーズンでは、ポーランド・カップ優勝の立役者になった。
2006-07シーズン、国内リーグとW杯での活躍を認められ、AJオセールへ移籍。右ウイングとして起用されたが、チーム得点王の10得点を挙げた。2007-2008シーズンでは、怪我で苦しんだが、10月20日のFCロリアン戦で、71分からの途中出場でありながら、ハットトリックを達成する。2008-09シーズンでは、エースのダニエル・ニクラエに代わりセンターフォワードで起用され、14得点を挙げて得点ランキング4位タイになった。
ポーランド代表は、2003年にデビュー。2006年には、国内リーグ戦での活躍を認められ、2006 FIFAワールドカップに出場した。

## 代表歴

### 出場大会
- ポーランド代表
  - 2006 FIFAワールドカップ

### 試合数
- 国際Aマッチ 29試合 5得点（2003年-2012年）[1]

| ポーランド代表 | 国際Aマッチ | 国際Aマッチ |
| 年             | 出場        | 得点        |
| -------------- | ----------- | ----------- |
| 2003           | 2           | 1           |
| 2004           | 2           | 0           |
| 2005           | 1           | 0           |
| 2006           | 10          | 1           |
| 2007           | 3           | 0           |
| 2008           | 1           | 0           |
| 2009           | 5           | 2           |
| 2010           | 3           | 1           |
| 2011           | 1           | 0           |
| 2012           | 1           | 0           |
| 通算           | 29          | 5           |

## タイトル
ヴィスワ・プウォツク
- 2005-06 ポーランド・カップ